# کاراکویو (سیحان)
کاراکویو (به ترکی استانبولی: Karakuyu) یک منطقهٔ مسکونی در ترکیه است که در سیحان واقع شده‌است.